# Тиран-плоскодзьоб темнохвостий
Тиран-плоскодзьоб темнохвостий (Ramphotrigon fuscicauda) — вид горобцеподібних птахів родини тиранових (Tyrannidae). Мешкає в Амазонії.

## Опис
Довжина птаха становить 15,5 см. Верхня частина тіла оливково-зелена, нижня частина тіла жовта. Над очима вузькі жовті "брови", горло і груди поцятковані нечіткими оливковими смужками. Крила і хвіст темні, на крилах руді смуги. Райдужки темно0-карі, дзьоб чорний, біля основи рожевуватий.

## Поширення і екологія
Темнохвості тирани-плоскодзьоби мешкають на півдні Колумбії (південний захід Путумайо), в Еквадорі (захід Напо), центральному і східному Перу, на півночі Болівії та в центрі і на заході Бразилії (Акрі, Рондонія, Пара, Мату-Гросу). Вони живуть в бамбуковому підліску вологих рівнинних і заболочених тропічних лісів та в заростях на берегах водойм, на висоті до 900 м над рівнем моря. Живляться комахами.